# ZA-V-2210
La ZA-V-2210 es una carretera española perteneciente a la Red de carreteras de la Diputación Provincial de Zamora que une las carreteras  ZA-P-2226  y  ZA-324 .
Además da acceso a las localidades de Gáname, Abelón, Moral de Sayago, Moralina y Torregamones.

## Origen y Destino
La carretera  ZA-V-2210  tiene su origen en Muga de Sayago en la intersección con la  ZA-P-2226 , y termina en Torregamones en su intersección con las carreteras  ZA-324  y  ZA-P-2224  formando parte de la Red de Carreteras Provinciales de la Diputación de Zamora.